# Limosina calcarifera
Limosina calcarifera är en tvåvingeart som beskrevs av Rohacek 1975. Limosina calcarifera ingår i släktet Limosina och familjen hoppflugor. Inga underarter finns listade i Catalogue of Life.